# Terno d’Isola
Terno d’Isola – miejscowość i gmina we Włoszech, w regionie Lombardia, w prowincji Bergamo.
Według danych na styczeń 2009 gminę zamieszkiwało 7489 osób przy gęstości zaludnienia 2505 os./1 km².